# Therezinha de Jesus Arruda
Therezinha de Jesus Arruda foi uma professora brasileira. Sendo grande defensora da cultura e da história em Mato Grosso, ajudou a fundar a Universidade Federal de Mato Grosso (UFMT) e dedicou sua vida à educação e à cultura.

## Biografia e Carreira
Therezinha ajudou a fundar a Universidade Federal de Mato Grosso (UFMT), onde fundou o Departamento de História, o Núcleo de Documentação e Informação Histórica Regional (NDIHR), o Museu de Arte e Cultura Popular (MACP) e o Cineclube Coxiponés. Ela foi fundamental na valorização da cultura cuiabana e tinha um projeto para transformar São Gonçalo Beira Rio em um museu a céu aberto.
Viveu entre Cuba e Chapada dos Guimarães e se casou aos 60 anos com um coronel reformado cubano, Andrés. Era tia do ex-governador de Mato Grosso, Dante de Oliveira, e influenciou muitos alunos e colegas, como Aline Figueiredo, uma figura importante nas artes plásticas de Mato Grosso.
Em seus últimos anos de vida, enfrentou problemas de saúde devido à idade. Seu legado inclui uma grande contribuição para cultura e educação em Mato Grosso.

## Obras e Publicações
Escreveu o livro "América e os Guardiões das Culturas Autóctones", onde ela compartilha suas experiências e conhecimentos sobre os povos indígenas da América Latina. Também traduziu o jornal cubano Granma e as obras do poeta e diplomata José Martí.

## Premiações
Recebeu várias honrarias, como a medalha Félix Elmuza, dada aos trabalhadores da imprensa em Cuba, e uma medalha da UFMT em comemoração aos 40 anos de instituição.